# マクミラン TAC-50
マクミラン TAC-50は、マクミラン・ファイアアームズが製造する対物ライフル・長距離狙撃銃である。軍用、法執行機関用、および民間用にいくつかのバージョンを製造している。生産はアリゾナ州フェニックスのマクミラン・ファイアアームズによる。
2001年からカナダ軍の長距離狙撃武器(LRSW) C15として制式採用されている。理想的な条件下において高精度のマッチグレード弾薬を用いた場合、MOA 0.5分の命中精度が得られる。

## 開発
マクミラン・ファイアアームズの創設者であるゲイル・マクミランは、1980年代初頭に.50BMG弾を使用する単発ボルトアクション式のM-87ELRを開発し、アメリカ海兵隊に少数が採用された。さらにアメリカ陸軍のトライアルにも参加したものの、こちらでは連発セミオート式のバレットM82に敗れた。この結果を受けて、マクミランは5発の固定マガジンを備えたM-87R、着脱式マガジンとモノポッドを備えたM-93といった改良モデルを開発していった。M-93の改良モデルとして1996年から開発され、2000年に完成したのがTAC-50である。

## 設計
マクミラン TAC-50は、手動回転ボルトアクション方式ライフルである。重量のあるマッチグレードのバレルには全体の重量を減らし熱をすばやく放散するための溝が付けられ、反動を減らすためにマズルブレーキが装備されている。
.50 BMG弾薬は、5発の取り外し可能な箱型弾倉から装填される。ストックはグラスファイバーで作られ、バイポッドと併せて使用するよう設計されている。照準器は標準装備されておらず、さまざまなスコープや暗視装置を装着できる。
カナダ軍向けには、標準装備の照準器としてロイポルト Mark 4-16x40mm LR/T M1光学照準器が、その後シュミット・アンド・ベンダー 5-25x56 PMII光学照準器やNightforce NXS 8-32x56光学照準器がC15用に採用されている。

## 派生型

### TAC-50 A1
2012年に登場した改良モデルで、ストックやグリップ形状が改良されたほか、バイポッドの装着位置も変更されバランスが良くなっている。アメリカ海兵隊がMk15 mod0 SASRとして採用している。

### TAC-50 A1-R2
TAC-50 A1と同時に発表されたモデルで、反動軽減用としてストック部に油圧式ピストンバッファが組み込まれている。

### TAC-50C
TAC-50 A1の改良モデルで、ストックがカナダのケイダックス・デフェンス社製のデュアルストライクシャシーシステムに変更され、より精密な調整と剛性の向上を実現している。

## 世界記録
2017年に、カナダ軍JTF-2の狙撃兵はイラクでTAC-50を使用して、ISILの戦闘員に対して3,540メートル(3,871ヤード)の距離から、史上最長の狙撃を達成した。なお、2017年時点で記録されている5つの長距離狙撃のうち3つは、カナダ狙撃兵によるものであった。
この最長記録は、2023年11月にウクライナ軍狙撃手がウクライナ製のMCR Horizon's Lord対物狙撃銃で3,798メートルの狙撃に成功するまで維持されていた。

## 運用国

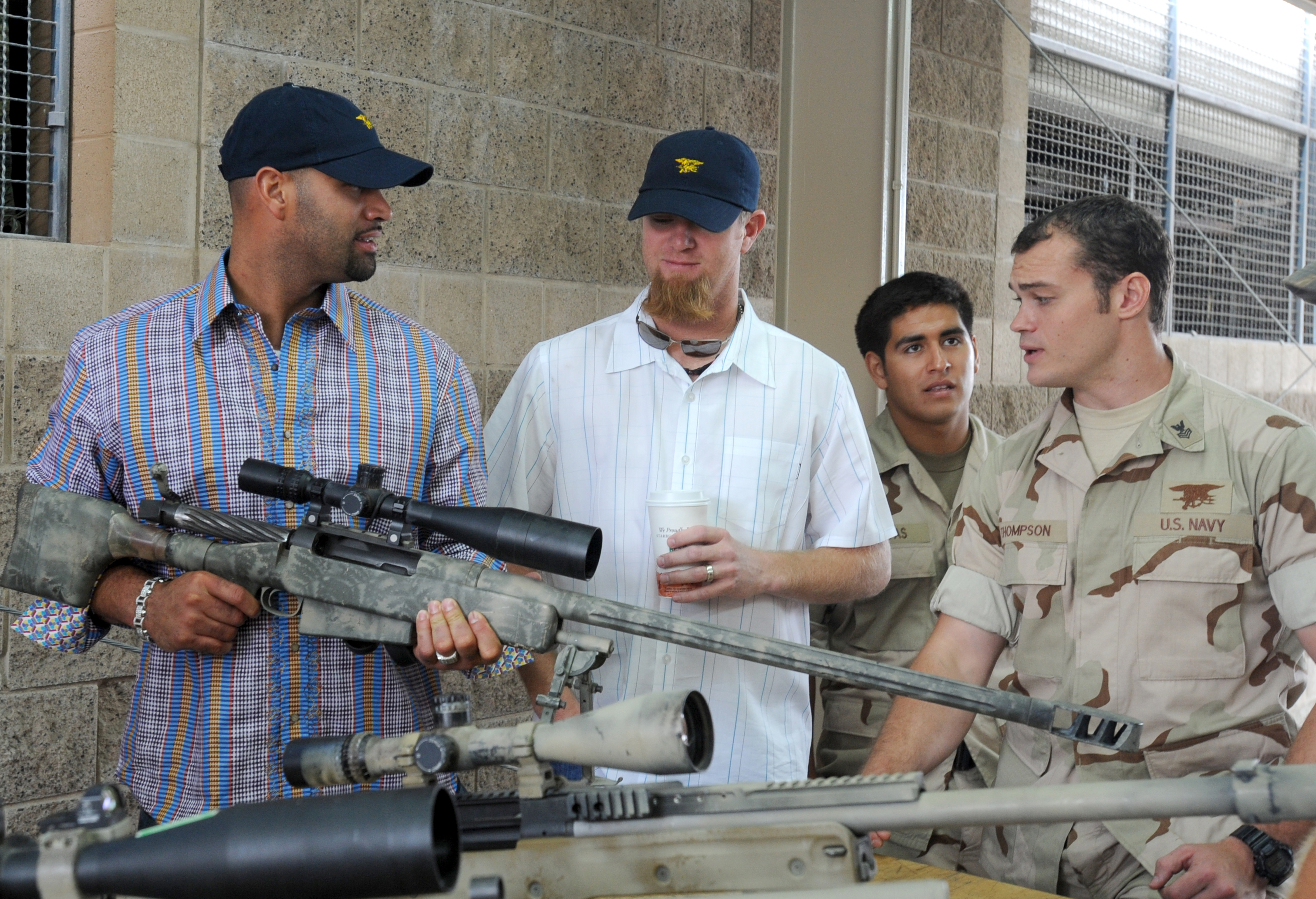
海軍特殊戦施設の見学中に、メジャーリーグのアルバート・プホルスとライアン・フランクリンがMk 15 スナイパーライフルの説明を受けている

- カナダ：カナダ陸軍特殊部隊JTF-2に制式名称C15 long-range sniper weapon (LRSW)として[5]。
- フランス：国際連合保護軍[6]とフランス海軍コマンド[7]において。
- ジョージア：グルジア陸軍と特殊部隊において[8]。
- イスラエル：イスラエル陸軍・イスラエル海軍の特殊部隊において[9]。
- イタリア：イタリア陸軍と特殊部隊において。
- ヨルダン：SRR-61特殊偵察連隊において[10]。
- フィリピン：フィリピン陸軍において[11]。
- 南アフリカ：警察特殊タスクフォースにおいて[12]。
- トルコ：ジャンダルマにおいて[13]。
- アメリカ：Navy SEALsにおいてMk 15として[14]。
- ウクライナ：ウクライナ陸軍において[15]。